# Lundegårde (Gistrup Sogn)
Lundegårde er en gårdbebyggelse på et højt kuperet areal et par kilometer sydvest for Gistrup i Gistrup Sogn i Aalborg Kommune. Navnet anvendes tillige om et ejerlav, som strækker sig fra det høje område mod nord ned til Landbækken i Indkildedalen. Området har givet navn til vejene Lundegårde i områdets nordende og Gammel Lundegårde i områdets sydende.
En af den oprindelige landsbys tre gårde anvendes nu som klubfaciliteter af Ørnehøj Golfklub, som også har sine baner liggende på arealet. På områdets høje sydlige del findes ni gravhøje, heriblandt Ørnehøj.

## Historie
Lundegård kendes tilbage til enevælden. I 1682 var den en enestegård med 51,8 tønder land dyrket areal skyldsat til 5,30 tønder hartkorn. Gården lå den gang i Nøvling Sogn, Fleskum Herred, Ålborghus Amt.
Kort efter 1900 fandtes to gårde.:434
Frem til 1969 fandtes på Aalborg-Hadsund Jernbane et trinbræt mellem Gug og Gistrup benævnt Lundegårde.
Ved golfklubbens etablering i 1991 var der tre gårde, hvor avlsbygningerne var gået ud af brug.